# Dicranomyia involuta
Dicranomyia involuta là một loài ruồi trong họ Limoniidae. Chúng phân bố ở miền Tân bắc.